# Treron permagnus
Treron permagnus (вінаго рюкюський) — вид голубоподібних птахів родини голубових (Columbidae). Ендемік Японії. Раніше вважався підвидом тайванського вінаго.

## Опис
Довжина рюкюського вінаго становить 33-35 см. Він є досить схожим на тайванського вінаго, однак голова у самців є повністю зеленою, плями на плечах є рудувато-коричневими а не яскраво-фіолетовими, хвіст відносно довший.

## Підвиди
Виділяють два підвиди:
- T. p. permagnus Stejneger, 1887 — північні островю Рюкю (Танеґасіма, Амамі Осіма, Токуносіма, Окіноерабу, Окінава);
- T. p. medioximus (Bangs, 1901) — південні острови Рюкю (Ісіґакі, Іріомоте, Такетомі, Йонаґуні і Міяко).

## Поширення і екологія
Рюкюські вінаго є ендеміками островів Рюкю. Вони живуть в субтропічних широколистяних вічнозелених лісах, в парках і садах. Зустрічаються зграйками. Ведуть деревний спосіб життя. Живляться плодами.